# Nothroctenus omega
Nothroctenus omega là một loài nhện trong họ Ctenidae.
Loài này thuộc chi Nothroctenus. Nothroctenus omega được Cândido Firmino de Mello-Leitão miêu tả năm 1929.